# Lucie (hudební skupina)
Lucie je česká hudební skupina. Po počátečním období krystalizace personálního obsazení a hudebního stylu (léta 1985–1987) vstoupila na hudební scénu první singlovou nahrávkou v roce 1988. Během následujících šestnácti let vydala osm řadových studiových alb, dvě koncertní dvojalba a jeden výběr hitů. Od 2. října 2004 měla skupina „plánovanou tvůrčí pauzu“, která skončila v prosinci 2012.

## Historie

### Začátek
Zakladateli skupiny Lucie jsou kytarista Robert Kodym a baskytarista Petr (Břetislav) Chovanec (P.B.CH.), kteří spolu účinkovali v kapele Prášek. Pak přišel nápad založit vlastní kapelu. Psal se rok 1985 a duo Kodym a Chovanec doplnil bubeník Tomáš Waschinger. Začaly vznikat nové skladby, jednou z nich je i hit Lucie. Dále do kapely přišel Petr Franc, hrající na klávesy, a posledním členem se stal zpěvák Michal Penk. Členové skupiny ale dostávali lepší nabídky, takže kapelu postupně opustili Kodym, P.B.CH. a Michal Penk.

### První stabilní sestava
Za necelý rok s příchodem Davida Kollera přišlo oživení kapely. Klávesistu Petra France vystřídal Michal Dvořák a skupinu kvůli povolávacímu rozkazu na vojnu opustil i Tomáš Waschinger. Skupina se potom skládala z kytaristy Kodyma, baskytaristy P.B.CH., klávesisty Michala Dvořáka a zpívajícího bubeníka Davida Kollera. V lednu roku 1987 odehrála skupina svůj první koncert v pražském vysokoškolském klubu na koleji Blanice na Jižním městě. Tam tehdy kapela také zkoušela. V červnu 1989 stále ještě neznámá kapela Lucie zahrála na koncertu „Zastav To“ na pražském Žofíně. V červnu roku 1990 vyšla první deska s názvem Lucie, za ni skupina obdržela Zlatou desku. V témže roce Lucie pomohla vyprovodit posledního ruského vojáka ve vyprodané sportovní hale. Další deska měla název In the Sky. Lucie se stala nejoblíbenější kapelou v zemi, což potvrdilo vítězství v českých Grammy, cena Anděl. Po turné Lucie Live! se cesty jednotlivých členů opět rozešly.

### Devadesátá léta
Znovu se skupina sešla až roku 1993, ovšem bez P.B.CH., který zkoušel sólovou cestu. Místo P.B.CH. přišel slovenský baskytarista Marek Minárik. Další a nejrockovější album Lucie neslo název Černý kočky mokrý žáby. Tato deska byla vyhodnocena jako nejlepší album 90. let.[zdroj?] Roku 1994 se Lucie stala absolutním vítězem soutěže Gramy, získala 4 ocenění. Skupina si pak dala roční pauzu.
Na konci roku 1996 vyšlo album Pohyby. Lucie pak vyrazila na turné, připravovala oslavu 10. výročí fungování kapely a navíc chystala další album. Úspěšné projekty kapele vynesly v letech 1996 a 1997 bronzové umístění v čerstvě obnovené anketě popularity Český slavík. Po vydání alba Větší než malé množství lásky se do kapely vrátil P.B.CH.. Po koncertním turné Lucii opět stoupla popularita, což vyvrcholilo stříbrnou pozicí v anketě Český slavík. Hodně diskutovaným tématem byly klipy Medvídek a Panic. Album se stalo nejprodávanějším částečně i proto, že TV Nova zakázala vysílání Medvídka, který prý propagoval distribuci a užívání drog. Ve stejném roce vydala skupina výběrovou desku Vše nejlepší 88–99 a dosáhla poprvé zlatého umístění v anketě Český slavík.

### Nultá léta
V roce 2000 skupina vydala desku Slunečnice a připravovala se na turné po Česku, ale i v Americe. Po turné Lucie obhájila zlatou příčku v anketě Český slavík a připravila další desku, která vyšla v říjnu roku 2002 pod názvem Dobrá kočzka která nemlsá. V letech 2001 i 2002 kapela obsadila potřetí a počtvrté první místo v anketě Český slavík. Roku 2003 byl ze skupiny vyloučen klávesista Michal Dvořák a jako náhrada přišel kytarista Tomáš Vartecký. Roku 2004 vyšel záznam koncertu Lucie v opeře a kapela odehrála několik akustických koncertů v Česku, v Anglii a v USA. V letech 2003 a 2004 kapela naposledy obsadila medailové pozice (stříbro, resp. bronz) v anketě Český slavík.
Na přelomu roku 2005 a 2006 se očekávala nová deska, ale členové David Koller, Robert Kodym a P.B.CH. se začali hudebně rozcházet, což se projevilo nečekaným odchodem Davida Kollera z kapely. „O jeho odchodu jsem se dozvěděl stejně jako kdokoli jiný, z ČTK,“ řekl Robert Kodym. V médiích se spekulovalo o rozpadu skupiny a její budoucnost byla nejistá. 

### Desátá léta
Dne 23. února 2011 se v rámci dvacátého ročníku hudebních cen Anděl 2010 na jednom pódiu v přímém přenosu sešla nejslavnější sestava Lucie (Dvořák, Kodym, Koller, P.B.CH.) za účelem převzetí titulu album dvacetiletí (Černý kočky mokrý žáby, přebírali Koller s Dvořákem), skupina dvacetiletí (přišli převzít Kodym s P.B.CH., připojili se k nim Koller a Dvořák) a nakonec i interpreta dvacetiletí (přebírala celá skupina). Ke konci roku 2011 Kodym prohlásil, že nevylučuje návrat Lucie zpět na pódia. Ostatní členové tento návrat potvrdili. Tento návrat by se měl uskutečnit roku 2013–2014. Avšak první – zatím jen soukromý koncert se odehrál 7.12. 2012 v pražském Rudolfinu, kde skupina v původní sestavě hrála po téměř 10 letech na jednom pódiu. Dva dny poté skupina oficiálně potvrdila, že na jaře 2013 se bude "rozcvičovat" na koncertech pro Kapku naděje.
Na rok 2018 bylo ohlášeno studiové album EvoLucie a halové turné.

### Dvacátá léta
Dne 4. února 2024 David Koller na sociálních sítích oznámil, že odchází z Lucie z důvodu věnování se své rodině a sólové kapele. Ale ve skupině dohraje všechny zbývající letní koncerty v roce 2024. O 2 dny později 6. února 2024 bylo zjištěno, že syn Davida Kollera bubeník Adam Koller také odchází ze skupiny z vlastního rozhodnutí.
Skupina poté oznámila, že skupina bude pokračovat dál s novým zpěvákem a bubeníkem, kdy připraví nové studiové album a zároveň oslaví 40. výročí skupiny. Jména nových členů skupiny neprozradili. 
V červnu 2024 skupina oznámila, že vyrazí na podzim 2025 na turné k 40. výročí kapely s novými členy skupiny a 9. prosince 2025 odehrají koncert v pražské O2 aréně. Během toho vyjdou nové singly z budoucího nového alba s novými členy
V říjnu 2024 skupina prozradila, že novým zpěvákem skupiny je Viktor Dyk a novým bubeníkem je bývalý host skupiny a člen skupiny Wanastowi Vjecy Štěpán Smetáček.
V březnu 2025 skupina oznámila, že 21. března vydají první singl z nadcházejícího alba. Kapela naznačila, že název písně je ženské jméno. Poté odhalili, že píseň se jmenuje "Marie" a přidají k tomu i druhý singl "Krása a zázrak a tajemství". 

## Členové skupiny

### Současní členové
- Robert Kodym – kytary, zpěv (1985–1991; 1993–2005; 2012–současnost)
- P.B.CH. – basa, doprovodný zpěv (1985–1991; 1998–2005; 2012–současnost)
- Michal Dvořák – klávesy, syntezátory, doprovodný zpěv (1986–1991; 1993–2002; 2012–současnost)
- Viktor Dyk – zpěv, akustické kytary, perkuse (2024–současnost)

### Hostující členové na koncertech
- Lenka Dusilová – zpěv (1993–1996; 2014-současnost); kytary (1994–1996)
- Štěpán Smetáček – bicí, perkuse, doprovodný zpěv (1996-1997, 2024–současnost)

### Bývalí členové
- Michal Penk – zpěv (1985–1986)
- Petr Franc – klávesy (1985–1988)
- Tomáš Waschinger – bicí (1985–1988)
- Marek Minárik – basa (1993–1998)
- David Koller – zpěv, bicí, akustické kytary (1987–1991; 1993–2005; 2012–2024)

### Bývalí hostující členové na koncertech
- Pavel Plánka – perkuse, bicí (1994–1995)
- Martin Střeska – kytary (1994)
- Tomáš Marek – bicí, perkuse (2000–2005)
- Tomáš Vartecký – kytary, doprovodný zpěv (2003–2005)
- Lenka Dundrová – perkuse (2016)
- Adam Koller – bicí, perkuse (2012–2024)

## Diskografie

### Řadová studiová alba
- Lucie (Tommü Records, re-edice B&M Music, 1990)
- In the Sky (Gang Records, re-edice B&M Music, 1991)
- Černý kočky mokrý žáby (B&M Music, 1994)
- Pohyby (B&M Music, 1996)
- Větší než malé množství lásky (B&M Music, 1998)
- Slunečnice (B&M Music, 2000)
- Dobrá kočzka která nemlsá (B&M Music / Universal Music, 2002)
- EvoLucie (BrainZone, 2018)
- R.A.D.O.S.T. (Připravované album)

### Kompilace
- Vše nejlepší 88–99 (B&M Music, 1999)
- The best of (Universal Music, 2009)
- Platinum Combo 1990–2013 (Universal Music, 2013)

### Koncertní alba
- Lucie Live! červené a modré album (Gang Records 1992, re-edice B&M Music, 1998)
- Lucie v opeře 2CD (SONY BMG, 2003)

### Singly
- Pár fíglů (Supraphon, 1988) (b-strana singlu: To jsem já)
- Dotknu se ohně (Supraphon, 1989) (b-strana singlu: Nech to stát)
- Troubit na trumpety by se nám líbilo (Supraphon, 1989)
- Amerika (1994)
- Všechno ti dávám (1996)
- Klobouk ve křoví (1997)
- Pohyby (1997)
- Svítání (1998)
- Panic (1998)
- Medvídek / Svítání (1998)
- Mít tě sám (Remaster '99) / Šrouby do hlavy (Remaster '99) (1999)
- Zakousnutej do tebe (2001)
- Hvězda (radio edit) (2001)
- Srdce (2002)
- Pod měděným nebem (2003)
- Medvídek 2016 (2015)
- Takhle tě mám rád (2018)
- Nejlepší, kterou znám (2018)
- Marie / Krása a zázrak a tajemství (2025)

## Videografie
- Obrazohled aneb daleká cesta VHS (B&M Music, 1998)
- Pohyby – live DVD (B&M Music, 1998)
- Lucie v opeře DVD (SONY BMG, 2004)